# 保卡爾班巴區
保卡爾班巴區（西班牙語：Distrito de Paucarbamba），是秘魯的一個區，位於該國中南部萬卡韋利卡大區的丘爾坎帕省，面積101.41平方公里，海拔高度3,370米，2005年人口5,947，人口密度每平方公里59人。